# Freudenberg (Baden-Württemberg)
Freudenberg é uma cidade da Alemanha localizada no distrito de Main-Tauber-Kreis, região administrativa de Estugarda, estado de Baden-Württemberg.